# Beta Gamma Sigma
Beta Gamma Sigma (ΒΓΣ) ist eine internationale Ehrengesellschaft (engl. honor society) für Absolventen und Professoren der Wirtschaftswissenschaften. Ziel von Beta Gamma Sigma ist es, akademische Leistung im Bereich der Wirtschaftswissenschaften zu ermutigen und anzuerkennen, den Mitgliedern die Beachtung der Werte von Beta Gamma Sigma (Ehre, Integrität, Weisheit und Ernsthaftigkeit) nahezulegen sowie wirtschaftliches Denken und lebenslanges Lernen zu fördern. Ein weiterer wichtiger Bereich ist die Unterstützung von Ethik in der Wirtschaft. Mit etwa 725.000 Mitgliedern in über 530 Gruppen an AACSB-akkreditierten Wirtschaftshochschulen ist Beta Gamma Sigma die größte Absolventenorganisation im wirtschaftswissenschaftlichen Bereich.

## Geschichte
Beta Gamma Sigma entstand 1913 aus der Fusion einer gleichnamigen 1907 von Wirtschaftsstudenten an der University of Wisconsin–Madison gegründeten Studentenverbindung mit den Studentenverbindungen Delta Kappa Chi (1910) an der University of Illinois at Urbana-Champaign und The Economics Club (1906) an der University of California, Berkeley. Nach diesen 3 Beta-Gamma-Sigma-Gruppen entstanden die ersten weiteren an der University of Pennsylvania (1916), Columbia University (1917), University of Georgia (1918) und der University of Washington (1918). Ab 1933 wurden Frauen zugelassen.

## Verbreitung
Ursprünglich als US-amerikanische Organisation gegründet, gibt es inzwischen Gruppen weltumspannend an Wirtschaftshochschulen in Ägypten, Australien, Brasilien, der Volksrepublik China, Deutschland, Frankreich, Großbritannien, Hongkong, Israel, Kanada, Libanon, Mexiko, Neuseeland, Niederlande, Peru, der Schweiz, Singapur, Slowenien, Spanien, Südkorea, Taiwan, der Türkei, und den VAE. Mitglieder von Beta Gamma Sigma leben in über 160 Ländern weltweit. Zudem gibt es 30 Alumnigruppen in US-Großstädten sowie in Deutschland, Großbritannien, Hongkong, Kanada, Neuseeland, Peru, der Schweiz und Spanien.
In Deutschland ist Beta Gamma Sigma seit 2004 an der Handelshochschule Leipzig (HHL), seit 2010 an der Johann Wolfgang Goethe-Universität Frankfurt am Main, seit 2014 an der Hochschule Pforzheim und seit 2016 an der Westfälischen Wilhelms-Universität vertreten. Seit 2011/12 bestanden ein norddeutsches sowie ein zentral-/süddeutsches Alumni-Chapter. Im Januar 2018 wurden beide (unter neuer Leitung) zu einem zentralen, deutschlandweiten Alumni-Chapter zusammengeführt.
In der Schweiz ist Beta Gamma Sigma seit 2016 an der Zürcher Hochschule für Angewandte Wissenschaften (School of Management and Law) sowie mit einem Alumni-Chapter aktiv.

## Mitgliedschaft
Als Mitglieder werden jeweils die besten Studenten eines wirtschaftswissenschaftlichen Studiengangs zugelassen (Top 10 % eines Bachelor- und Top 20 % eines Masterstudiengangs). Die Mitgliedschaft gilt lebenslang. Neue Mitglieder werden im Rahmen einer Einführungszeremonie aufgenommen, während der die neuen Mitglieder auf die Ideale der Organisation eingeschworen werden.
Beta Gamma Sigma ist Mitglied der Association of College Honor Societies, der Federation of Business Honor Societies sowie der AACSB angegliedert.